# Pedro al III-lea al Portugaliei
Pedro al III-lea al Portugaliei (n. 5 iulie 1717, Lisabona, Portugalia – d. 25 mai 1786, Sintra, Districtul Lisabona, Portugalia) a fost rege al Portugaliei la ascensiunea soției și nepoatei sale Maria I a Portugaliei și co-rege alături de ea din 1777 până la moartea sa în 1786.

## Primii ani

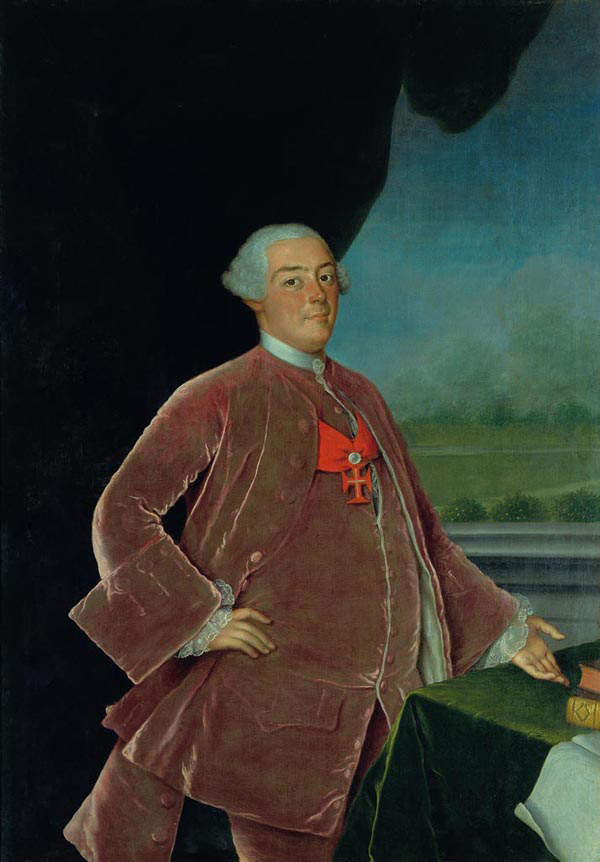
Pedro, Prinț al Braziliei de Vieira Lusitano.

Pedro s-a născut la 12:00 în ziua de 5 iulie 1717 la Palatul Ribeira din Lisabona, Portugalia. A fost botezat la 29 august și a primit numele de Pedro Clemente Francisco José António. Părinții lui au fost regele João al V-lea și Maria Anna de Austria. Pedro a fost fratele mai mic al lui José I al Portugaliei. Bunicii lor materni au fost Leopold I, Împărat Roman și Eleonor Magdalene de Neuburg, sora reginei Maria Sofia a Portugaliei.

## Domnie
Pedro s-a căsătorit cu nepoata sa, Maria, Prințesă de Brazila, în 1760, în momentul când ea era moștenitoarea prezumptivă la tronul deținut de fratele lui, José I. Conform obiceiului, Pedro a devenit, astfel, rege al Portugaliei în dreptul soției sale. Au avut șase copii, dintre care fiul cel mare a succedat-o pe Maria la moartea ei în 1816 ca João al VI-lea.
Pedro nu a făcut nici o încercare de a participa la afacerile guvernamentale, petrecându-și timpul cu vânătoarea sau cu exerciții religioase.
El a apărat înalta nobilime a Portugaliei, și a sponsorizat petițiile celor acuzați în Afacerea Távora, a căror reabilitare a fost supusă unor noi procese, în care moștenitorii au cerut restituirea proprietăților lor confiscate.

## Căsătorie și copii
Cuplul s-a căsătorit la 6 iunie 1760. La momentul căsătoriei, Maria avea 25 de ani iar Pedro 42. În ciuda diferenței de vârstă, cei doi au avut o căsnicie fericită. Pedro a devenit în mod automat co-monarh (ca Pedro al III-lea al Portugaliei), atunci când Maria a urcat pe tron, deoarece deja se născuse un copil din căsătoria lor. Cuplul a avut șase copii:
| Name                         | Birth              | Death              | Notes |
| ---------------------------- | ------------------ | ------------------ | --- |
| José, Prinț de Beira         | 20 august 1761     | 11 septembrie 1788 | José Francisco Xavier de Paula Domingos António Agostinho Anastácio căsătorit cu Infanta Benedita a Portugaliei, fără copii. Moartea lui la vârsta de 27 de ani l-a făcut moștenitor aparent pe fratele lui mai mic care mai târziu a ajuns rege. |
| João de Bragança             | 20 octombrie 1762  | 20 octombrie 1762  | João s-a născut mort la Palatul Ajuda National. |
| João Francisco de Bragança   | 16 septembrie 1763 | 10 octombrie 1763  | João Francisco de Paula Domingos António Carlos Cipriano s-a născut la Palatul Ajuda National. |
| João al VI-lea               | 13 mai 1767        | 10 martie 1826     | João Maria José Francisco Xavier de Paula Luís António Domingos Rafael căsătorit cu Carlota Joaquina a Spaniei și a avut copii. A fost rege al Portugaliei și împărat al Braziliei.                                                               |
| Mariana Victoria de Bragança | 15 decembrie 1768  | 2 noiembrie 1788   | Maria Ana Vitória Josefa Francisca Xavier de Paula Antonieta Joana Domingas Gabriela căsătorită cu Infantele Gabriel al Spaniei fără copii. |
| Maria Clementina de Bragança | 9 iunie 1774       | 27 iunie 1776      | Maria Clementina Francisca Xavier de Paula Ana Josefa Antónia Domingas Feliciana Joana Michaela Julia de Bragança s-a născut la Palatul Queluz National.                                                                                          |
| Maria Isabel de Bragança     | 12 decembrie 1776  | 14 ianuarie 1777   | Maria Isabel s-a născut la Palatul Queluz National.. |